# HMS Severn (P282)
Pour les autres navires du même nom, voir HMS Severn.
Le HMS Severn (pennant number : P282) est un patrouilleur hauturier de classe River de la Royal Navy. Nommé d’après la rivière Severn, le navire est le premier à porter ce nom depuis 56 ans. Il a été construit par Vosper Thornycroft à Southampton pour servir principalement d’unité de protection des pêches dans les eaux territoriales du Royaume-Uni avec ses deux sister-ships HMS Mersey (P283) et HMS Tyne (P281). Tous les trois ont été mis en service en 2003 pour remplacer les cinq anciens patrouilleurs de la classe Island. Le navire a été déclassé en 2017, mais le gouvernement britannique a décidé de le remettre en service dans le cadre de la préparation au Brexit, et le bâtiment a donc été rénové en 2020.

## Construction
Le Severn a été construit par Vosper Thorneycroft Shipbuilding à son chantier naval de Woolston, Southampton. Il a été lancé le 1er janvier 2003, le deuxième navire de sa classe. Avec ses sister-ships, il a été parmi les premiers navires à être financés par l’industrie et loués à la Royal Navy pour cinq ans. À l’expiration de ce bail, la Royal Navy avait la possibilité d’acheter les navires ou de les restituer à Vosper Thorneycroft. Le 31 juillet 2003, le HMS Severn a été commissionné dans la Royal Navy lors d’une cérémonie à laquelle a assisté sa marraine, Mlle Vicky Anderson, à Portsmouth,.

## Engagements

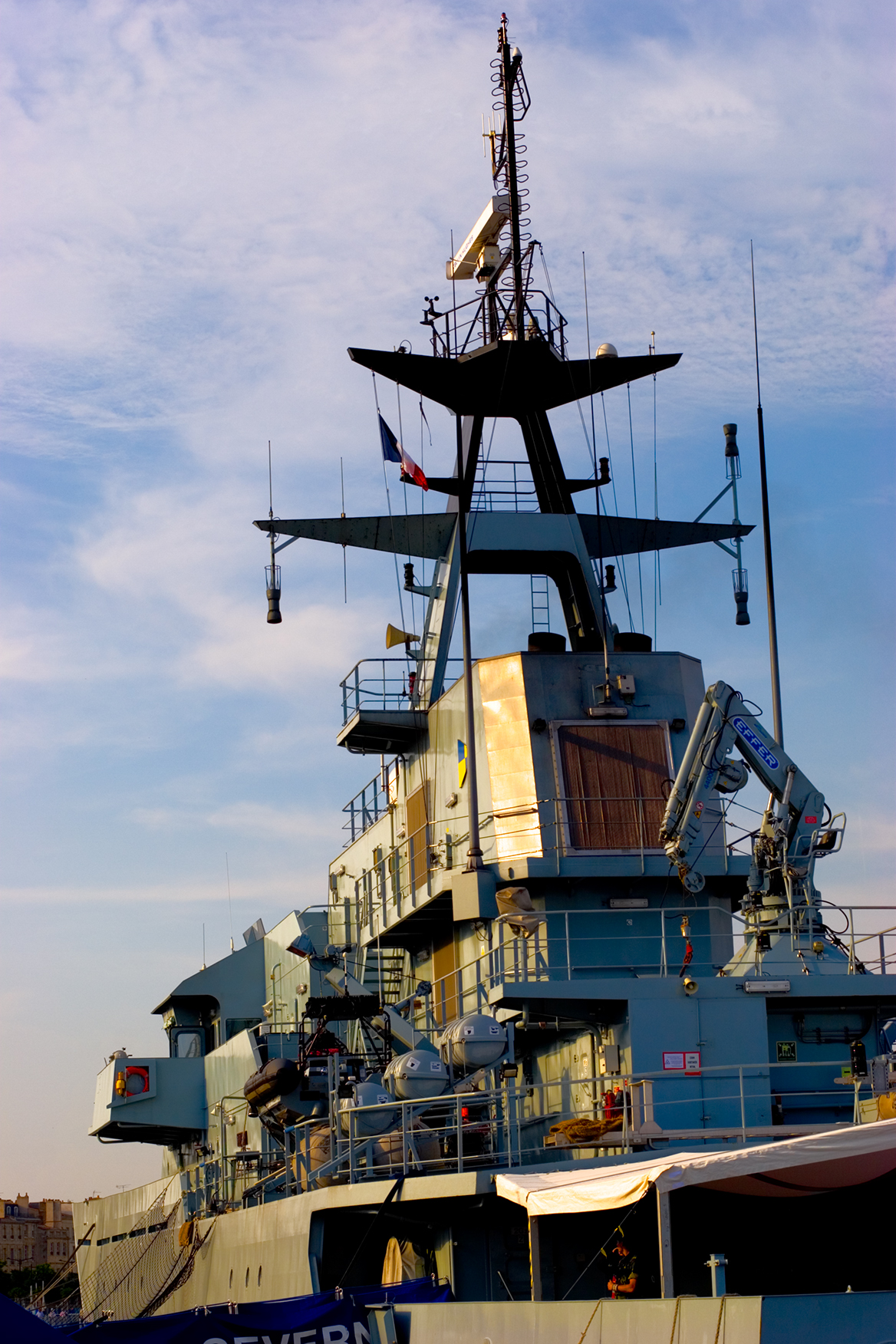
Le HMS Severn à lors de l’évenement Bordeaux fête le fleuve 2005, en France.

Le HMS Severn a entrepris sa première patrouille de protection des pêches en septembre 2003. Au cours du même mois, il a été parrainé par la ville galloise de Newport, et il a reçu les clés de la ville en juin 2006.
Entre 2005 et 2006, le HMS Severn a passé un total de 225 jours en mer pour des tâches de protection des pêches, son année la plus active à ce jour.
En septembre 2012, le HMS Severn a été acheté par la Royal Navy, avec ses sister-ships, à l’expiration de leurs baux.
En octobre 2014, il a été annoncé que le HMS Severn serait le premier navire de classe River à être déployé outre-mer pour prendre en charge la patrouille dans l’Atlantique Nord, une tâche traditionnellement assignée à une frégate ou à un destroyer. Arrivé dans les Caraïbes, le HMS Severn a patrouillé dans les eaux de chaque territoire britannique d'outre-mer de la région, et était en attente pour fournir tout soutien, allant des secours en cas de catastrophe à la lutte contre toutes les formes de trafic illicite,. Le navire est rentré à Portsmouth le 16 juillet 2015, après avoir visité tous les territoires britanniques d’outre-mer de la région.
En décembre 2015, agissant sur la base des renseignements de la National Crime Agency britannique et de la Direction nationale du renseignement et des enquêtes douanières française, le navire a intercepté le cargo MV Carib Palm au large de la côte sud du Royaume-Uni et l’a escorté jusqu’à Boulogne-sur-Mer, en France, où il a été fouillé par les douanes françaises. La perquisition a permis de découvrir 2,4 tonnes de cocaïne, d’une valeur marchande supérieure à 350 millions de livres sterling.
En avril 2017, le HMS Severn a été détaché des fonctions de protection des pêches pour escorter le navire de débarquement Korolev, de classe Ropucha, de la marine russe, à travers la Manche.

### Déclassement et réactivation
Après avoir effectué ce qui était supposé être sa dernière visite dans sa ville marraine de Newport, au Pays de Galles, le HMS Severn a été désarmé à HMNB Portsmouth le 27 octobre 2017,. En mars 2018, soit six mois après son déclassement, le ministère de la Défense a annoncé que 12,7 millions de livres sterling avaient été alloués par le Fonds de préparation à la sortie de l’UE pour préserver le HMS Severn et ses deux navires jumeaux, s’ils devaient contrôler et faire respecter les eaux et les pêcheries britanniques à la suite du retrait du Royaume-Uni de l'Union européenne. En novembre 2018, le Secrétaire d'État à la Défense, Gavin Williamson, a confirmé que le Severn et ses navires jumeaux seraient réactivés et « exploités à l’avant » à partir de leurs villes marraines.

### Post-réactivation
Le HMS Severn a subi un carénage en mai 2020 en vue de sa remise en service. Par la suite, il a été remis en service le 30 juin 2020. Malgré les plans visant à faire opérer le HMS Severn à partir de sa ville marraine, le navire est demeuré à la base de Portsmouth le 4 février 2020. Après avoir réussi son évaluation d’entraînement opérationnel en mer (OST), le HMS Severn a repris ses opérations en juillet 2020. L’une de ses premières tâches opérationnelles depuis qu’il a rejoint la flotte l’a vu suivre le destroyer de la marine russe Vice-amiral Koulakov, la corvette Vasily Bykov et leurs deux navires de soutien alors qu’ils transitaient par la Manche le 9 juillet 2020.
Le 6 mai 2021, le HMS Severn a été déployé à Jersey aux côtés du HMS Tamar, un autre patrouilleur de classe River, après avoir reçu des informations selon lesquelles des bateaux de pêche en provenance de France empêchaient le ferry Commodore Goodwill d’atteindre l’île à 6 heures du matin,. Cela faisait partie d’une série d’événements déclenchés par un nouveau régime de permis de pêche introduit par les autorités de Jersey, en violation présumée d’un accord entre le Royaume-Uni et les pays de l’UE, et sans consultation avec les autorités françaises.
Le 29 août 2021, il est réactivité officiellement lors d'une cérémonie à Londres où il arbore un camouflage Dazzle en hommage aux navires de la bataille de l'Atlantique.